# Jumbo (компания)
Jumbo S.A. е гръцка компания, чиято основна дейност е продажба на играчки, бебешки артикули, сезонни артикули, артикули за декорация, книги и канцеларски материали. Компанията е основана през 1986 г. и има седалище в Мосхато, Гърция. Първият магазин на Jumbo е открит през 1986 г. в Глифада.
В края на 2023 г. Jumbo управлява 86 магазина, 55 от които са разположени в Гърция. От останалите 6 са Кипър, 10 в България и 16 в Румъния, компанията има и интернет-магазин. Освен това стоките на компанията Jumbo се продават още в 7 страни (Албания, Израел, Косово, Сърбия, Северна Македония, Черна гора и Босна).

## Магазини
Към 2023 г. Jumbo присъства в 11 държави.
| Държава             | Брой магазини |
| ------------------- | ------------- |
| Гърция              | 55            |
| Румъния             | 16            |
| България            | 10            |
| Албания             | 8             |
| Косово              | 6             |
| Кипър               | 6             |
| Босна и Херцеговина | 6             |
| Северна Македония   | 4             |
| Сърбия              | 4             |
| Черна гора          | 2             |
| Израел              | 1             |